# ボーン川の戦い
ボーン川の戦い (西フリジア語: Slach oan de Boarn オランダ語: Slag aan de Boorne) は、734年に現在のオランダ・フリースラントのボーン川河口付近で行われた、フランク王国とフリースラント王国の戦い。

## 概要
両国は7世紀以降、度々小競り合いを続けてきた（フリースラント・フランク戦争）。宮宰カール・マルテルに率いられたフランク軍は734年にフリースラントに侵入し、ボーン川沿いに進軍してその三角州（ミドルゼー）に到達した。
ポッポ率いるフリースラント軍はボートで岸に上陸し奇襲をかけたが、戦闘の末にフランク軍が勝利し、ポッポは戦死した。 フリースラント王国を滅ぼしたフランク王国はラウエルス川以西のフリースラント（西フリースラント）を支配下に置き、この地域のフリース人はフランク王国に従属した。一方フランクの支配をいったん免れた東フリースラントの部族は、ドイツ領となった現在に至るまで西フリースラントと分かれることとなった。